# Kene Nwangwu
Kene Nwangwu (geboren am 9. Februar 1998 in Frisco, Texas) ist ein US-amerikanischer American-Football-Spieler auf der Position des Runningbacks, der vorwiegend als Kick Returner eingesetzt wird. Er spielte College Football für die Iowa State University und stand in der National Football League (NFL) drei Jahre lang bei den Minnesota Vikings unter Vertrag. Seit 2024 spielt Nwangwu für die New York Jets.

## College
Nwangwus Eltern wanderten aus Nigeria in die Vereinigten Staaten ein. Er besuchte die Heritage High School in seiner Heimatstadt Frisco, Texas, wo er als Footballspieler und als Leichtathlet aktiv war. Ab 2016 ging Nwangwu auf die Iowa State University, um College Football für die Iowa State Cyclones zu spielen. Für die Cyclones kam er in vier Spielzeiten überwiegend in den Special Teams zum Einsatz. Die Saison 2017 verpasste Nwangwu nach einem Achillessehnenriss, den er sich im Februar zugezogen hatte, und legte ein Redshirtjahr ein. Nwangwu spielte vorwiegend als Kick Returner, zudem wurde er als Gunner eingesetzt. In seiner College-Karriere erzielte Nwangwu bei einem Schnitt von 26,8 Yards pro Versuch insgesamt 2470 Yards Raumgewinn nach Kickoff-Returns, womit er einen neuen Bestwert bei den Cyclones aufstellte. Dabei gelang ihm ein Touchdown. Als Backup-Runningback hinter David Montgomery und später Breece Hall kam er auf lediglich 143 Laufversuche, in denen er 744 Yards und vier Touchdowns erzielte.

## NFL
Nwangwu wurde im NFL Draft 2021 in der vierten Runde an 119. Stelle von den Minnesota Vikings ausgewählt. Im ersten Spiel der Preseason verletzte er sich am Knie, weshalb er seine erste NFL-Saison zunächst auf der Injured Reserve List begann. Sein NFL-Debüt gab Nwangwu am achten Spieltag gegen die Dallas Cowboys, allerdings kam er als Kick Returner nicht zum Einsatz, da sämtliche Kickoffs mit Touchbacks endeten. Gegen die Baltimore Ravens konnte er in der folgenden Woche zwei Kickoffs aufnehmen. Dabei erzielte Nwangwu zu Beginn der zweiten Halbzeit einen Kickoff-Return-Touchdown über 98 Yards. Damit war er der erste Spieler der Vikings seit Cordarrelle Patterson in der Saison 2016, dem ein Kickoff-Return-Touchdown gelang. Zudem konnte Nwangwu bei einem vorgetäuschten Punt einen Raumgewinn von neun Yards und damit ein neues First Down erzielen. Er wurde als NFC Special Teams Player of the Week ausgezeichnet. Am 12. Spieltag gelang Nwangwu gegen die San Francisco 49ers ein weiterer Kickoff-Return-Touchdown.
Sein dritter Kickoff-Return-Touchdown gegen die New England Patriots an Thanksgiving über 97 Yards brachte Nwangwu seine zweite Auszeichnung als NFC Special Teams Player of the Week ein. Bei der Wahl zum All-Pro-Team für die Saison 2022 von Associated Press wurde Nwangwu in das Second-Team gewählt. Aufgrund einer Rückenverletzung verpasste Nwangwu die ersten sechs Spiele der Saison 2023.
Vor Beginn der Saison 2024 wurde Nwangwu im Rahmen der Kaderverkleinerung auf 53 Spieler Ende August von den Vikings entlassen. Daraufhin sicherten sich die New Orleans Saints über die Waiver-Liste die Vertragsrechte an Nwangu, verpflichteten ihn nach einem gescheiterten Medizincheck aber letztlich nicht. Am 9. September 2024 nahmen die New York Jets Nwangwu für ihren Practice Squad unter Vertrag. Er kam 2024 in zwei Spielen für die Jets zum Einsatz und erzielte einen Kickoff-Return-Touchdown über 99 Yards. Im März 2025 unterschrieb er für ein weiteres Jahr bei den Jets.